# اندیس ملک آبادسماق (MA)
ملک آبادسماق(MA) یک اندیس غیرفلزی است که در حوالی شهر کوه دشت استان لرستان قرار دارد و مادهٔ معدنی موجود در آن، قیر طبیعی است.سنگ میزبان این اندیس آهک است  